# 托利党
托利党（Tory Party）是17世纪至19世纪期间的英国（及其前身大不列颠王国、英格兰王国）政党。托利一詞源於中世紀愛爾蘭語的「亡命之徒」（tóraidhe），是政敵輝格黨對托利党人的蔑稱，後來沿用成習。
1678年，辉格党提出《王位排除法案》，意图剥夺詹姆斯二世的继位权，反对法令的保守人士在此时得到了“托利党”这个称呼。此后该党派走向式微，至1760年代失去了组织性。二十多年后，新的托利党崛起，建立了先后以小威廉·皮特和羅伯特·詹金遜，第二代利物浦伯爵为首的政府。
利物浦伯爵的继任人是亚瑟·韦尔斯利，第一代威灵顿公爵。威灵顿公爵受丹尼尔·奥康奈尔推动，在任内进行了天主教解放。辉格党在重新执政后控制国会通过了1832年改革法令废除了众多由托利党控制的腐败选区。因此，托利党在接下来的大选中只取得了180个席位。黨魁羅伯特·皮爾爵士發表《塔姆沃思宣言》後，托利党开始向现代保守党转型，然而托利党因皮尔废除谷物法而产生了分裂。愛德華·史密斯-斯坦利，第十四代德比伯爵、本傑明·迪斯雷利领导的一派最终延续下来並成為現代的保守党。当今保守党有时仍被俗称为托利党。

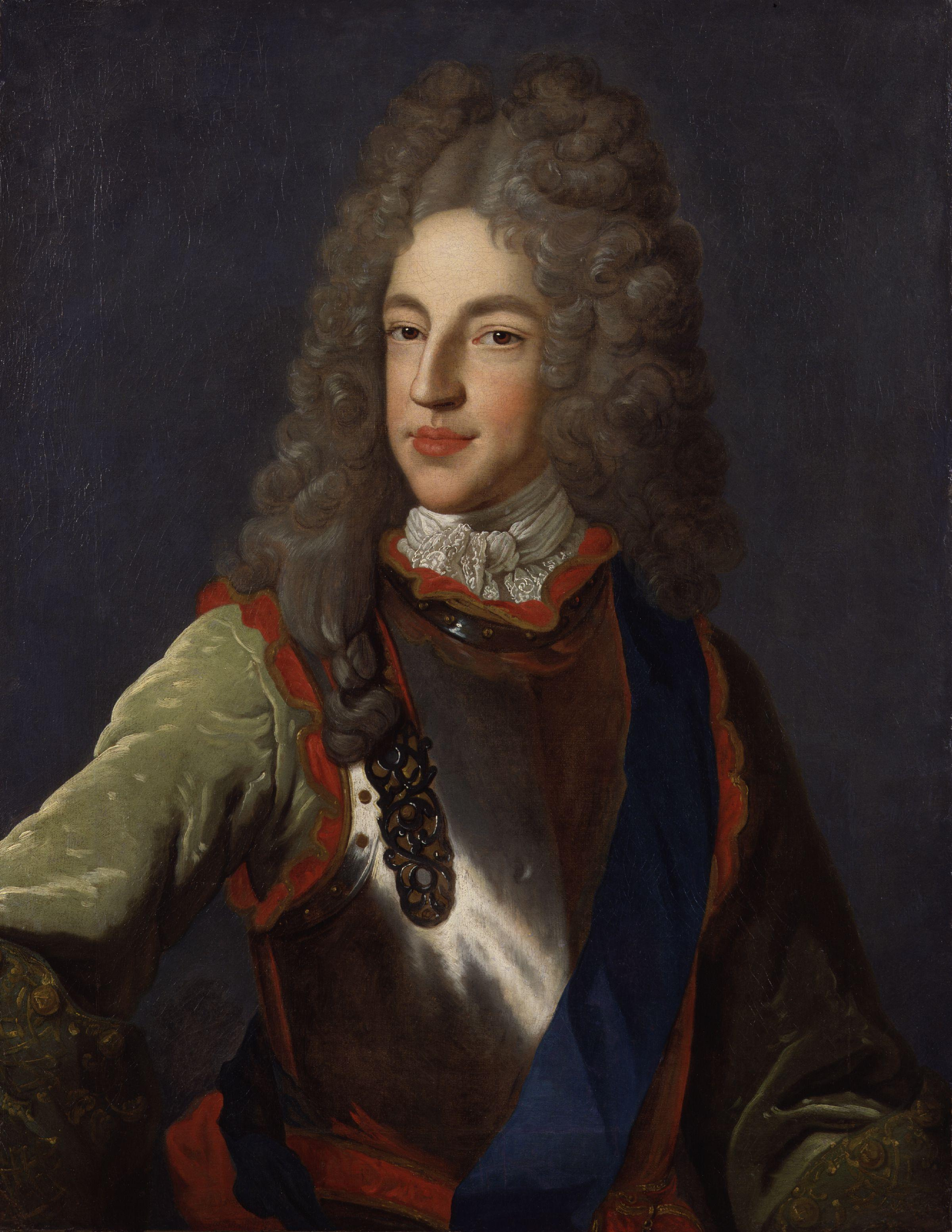
詹姆斯二世